# Umri drugi dan (soundtrack)
Die Another Day (Original Soundtrack) je filmska glazba za film Umri drugi dan, dvadeseti po redu iz serijala filmova o James Bondu. Izdan je 12. studenog 2002. pod Warner Bros. Records. Soundtrack je kompozirao David Arnold, što mu je bilo treći puta za film o James Bondu.
Arnold se bazirao na elektronskim zvukovima. Tema filma je bila pjesma "Die Another Day" pjevačice Madonne koja tumači manju ulogu u filmu, instruktora mačevanja.

## Popis pjesama
1. "Die Another Day" – Madonna
2. "James Bond Theme (Bond vs. Oakenfold)" – David Arnold featuring Paul Oakenfold
3. "On the Beach"
4. "Hovercraft Chase"
5. "Some Kind of Hero?"
6. "Welcome to Cuba"
7. "Jinx Jordan"
8. "Jinx and James"
9. "A Touch of Frost"
10. "Icarus"
11. "Laser Fight"
12. "Whiteout"
13. "Iced Inc."
14. "Antonov"
15. "Going Down Together"